# Kecamatan Sukadana (distrikt i Indonesien, Lampung)
Kecamatan Sukadana är ett distrikt i Indonesien.   Det ligger i provinsen Lampung, i den västra delen av landet, 200 km nordväst om huvudstaden Jakarta.